# Ahu Melek
Ahu Melek (dt. Gazellenengel) ist ein türkisches Volksmärchen (AT 510 B).

## Handlung
Ein Padischah befolgte den Wunsch seiner verstorbenen Frau, demzufolge er mit derjenigen eine weitere Ehe eingehen solle, der der Schuh in ihrer Truhe passt. Es stellte sich heraus, dass einzig seiner eigenen Tochter Ahu Melek der Schuh passte, also erklärte er dieser, dass er sie heiraten werde. Ahu Melek ließ sich daraufhin von einem Goldschmied einen Ochsen anfertigen, der Verpflegung für sieben Tage enthielt, stieg hinein und befahl den Ochsen ins Meer werfen zu lassen.
In einem anderen Land angelangt wurde der Ochse von dem Sohn des dortigen Padischahs entdeckt, der diesen in sein Zimmer bringen ließ. Des Nachts dann stieg Ahu Melek, der die Nahrung ausgegangen war, aus ihrem Versteck heraus, vertauschte ihren Ring mit dem des Prinzen und labte sich an den herumstehenden Speisen, was dem Prinzen am nächsten Morgen auffiel. In der zweiten Nacht wollte der Prinz wachen, doch er schlief ein und so erwischte er sie erst in der dritten Nacht, nachdem er sich am Finger eine Wunde zugefügt und Salz hineingestreut hatte. Ahu Melek erzählte dem Prinzen davon, dass sie sich vor einem Feind verstecken muss, also beschlossen die beiden, dass sie tagsüber im Ochsen bleibt, sie des Nachts aber zusammen speisen, trinken und sich vergnügen wollen.
Es kam aber die Zeit, wo der Prinz in den Krieg ziehen musste und während er weg war, ließ seine halbblinde Kusine, mit der er verlobt war und die gemerkt hatte, dass sich in dem Ochsen jemand befand, diesen in einen Backofen wefen, sodass das Gold schmolz und Ahu Melek gezwungen war herauszuspringen. Nach erfolgten vierzig Peitschenhieben versagte dieser der Atem, sodass sie, für tot gehalten, in eine Matte gewickelt und auf einen Kehrichthaufen geworfen wurde, wo ein Straßenreiniger die noch Lebende fand und adoptierte.
Nachdem der Prinz siegreich aus dem Krieg nach Hause zurückgekehrt war und er Ahu Melek nicht wiederfinden konnte, wurde er sehr krank, also ließ er verkünden, dass er diejenige heiraten werde, deren Suppe ihn heilen kann. Ahu Melek erfuhr davon und legte den Ring, den sie dem Prinzen abgenommen hatte, in die Suppe, woraufhin der Prinz gesundete und eine Hochzeit in die Wege geleitet wurde. Kurz davor jedoch beschlossen die frühere Verlobte des Prinzen und die Frau des Padischahs die Straßenreiniger-Tochter loszuwerden, setzten sie aus und erzählten dem Prinzen, dass sich seine Braut davongemacht hätte. Ahu Melek zog sich daraufhin Männerkleidung an, färbte ihr Gesicht schwarz und wurde zu einem Hirten, zu dem sich der Prinz hingezogen fühlte. Zusammen mit seiner halbblinden Verlobten und dem Hirten, schlief er dann in einem Bett und als der Prinz eines Nachts versehentlich sein Gesicht von dem Hirten abwendete und hin zu seiner Verlobten neigte, brachte sich Ahu Melek aus Wut um. Darüber betrübt, tötete sich der Prinz ebenfalls, wodurch auch seine Verlobte aus Zorn starb. Am nächsten Morgen erweckte ein Derwisch die beiden Liebenden aber wieder zum Leben, wohingegen die Einäugige zur Hölle geschickt wurde.

## Hintergrund
Das Märchen stammt aus der Sammlung von Pertev Naili Boratav (Ordner: Ankara 64, 7) und erhielt im Deutschen, in dessen Werk Türkische Volksmärchen (Berlin 1970), den Titel Ahu Melek. Aufgezeichnet wurde es 1947 in Ankara nach Frau Hanife Akgün aus Diyarbekir von Fräulein N. Kutiş. Zum ersten Mal herausgegeben wurde es auf Türkisch in Zaman zaman içinde (Nr. 10). In Wolfram Eberhards und Boratavs Katalog Typen türkischer Volksmärchen (TTV, Wiesbaden 1953) bekam es die Typennummern 189 und 244. Für TTV 189 sind darin 21 Varianten, für TTV 244 14 Varianten des Märchens untersucht, später wurden weiter 8 Varianten, zu denen auch diese Version gehört, aufgenommen. Das Märchen ist auch in Štip, Nordmazedonien bekannt. Der Schluss, der vorübergehend eine tragische Wende nimmt, unterscheidet sich von den übrigen Varianten. Boratav merkte dazu an, dass Frau Akgün den Stoff mit dem Märchen Perlenzelt (TTV 186) kontaminiert hatte.
In einer weiteren türkischen Version des Märchens, die im Deutschen, in Boratavs Türkische Volksmärchen, den Titel Ütelek bekam, ist es ein Ring, der niemanden passt, außer der Tochter des Padischahs. Ütelek verkleidet sich daraufhin als ein Tier und wird von dem Sohn eines Beys aufgenommen. Sie trifft diesen dann auch in unverkleideter Form, taucht beim dritten Treffen aber nicht auf, sodass der Sohn des Beys, der nicht weiß, dass seine Geliebte und sein Tier ein und dieselbe Person ist, krank wird. Erst durch den in der Suppe gefundenen Ring, gesundet er wieder und es wird Hochzeit gehalten. Diese Version bekam Boratav 1939 in Istanbul von seiner Mutter Sidika Boratav erzählt, die es 40 Jahre zuvor in Gemlik, Bursa kennengelernt hatte. Sie findet sich in Boratavs Ordner Istanbul P 1, 12.
Das deutsche Pendant findet sich in Grimms Allerleirauh.